# Limb Music
Limb Music è un'etichetta discografica indipendente con sede ad Amburgo, in Germania ed è specializzata in diversi sottogeneri Heavy metal. Precedentemente nota come LMP, Limb Music Products, successivamente modificata in Limb Music GmbH.

## Artisti
- Abraxas
- Adagio
- Ancient Bards
- Archetype
- Ascension
- Astralion
- Black Majesty
- Burning Black
- Burning Point
- Casus Belli
- Chinchilla
- Civilization One
- Code of Perfection
- Concerto Moon
- Cryonic Temple
- Delirion
- Domain
- Double Dealer
- Dragony
- Dungeon
- Dustsucker
- Eldritch
- Emerald Sun
- Eternal Reign
- Exhibition
- Excalion
- Eyefear
- Fireforce
- FireWölfe
- Flashback of Anger
- Fogalord
- Galloglass
- Ghost Machinery
- Godiva
- Gothic Knights
- Gun Barrel
- Heavens Gate
- Human Fortress
- Icycore
- Illusion Suite
- Innerwish
- Invictus
- Ironware
- Ivory Tower
- Jack Starr featuring Rhett Forrester
- Burning Starr
- Juvaliant
- Kenziner
- Khali
- Lana Lane
- Last Kingdom
- LionSoul
- Luca Turilli
- Lucid Dreaming
- Magic Kingdom
- Magnitude 9
- Masters of Disguise
- Midnight Sun
- Minotaurus
- Mob Rules
- Montany
- Olympos Mons
- Oratory
- Pagan's Mind
- Patrick Rondat
- Poverty's No Crime
- Red Circuit
- Revoltons
- Rhapsody of Fire
- Rising Faith
- Roxxcalibur
- Sandstone
- Savage Grace
- Shadowkeep
- Sharon
- Silent Memorial
- Skeletor
- Skyliner
- Squad21
- Symphonity
- The Armada
- The Reign of Terror
- Tiles
- Time Machine
- Total Eclipse
- Tystnaden
- Typhoon Motor Dudes
- Valley's Eve
- Vanden Plas
- Vanishing Point
- Vexillum
- Winter's Verge
- Wizard
- Zandelle